# Большая Бобровка (приток Сухоны)
Большая Бобровка — река в Вологодской области России.

## География
Протекает в северном направлении по территории Нюксенского района по Кичменгской волнистой моренной равнине. Берёт начало в Бобровском болоте, у деревни Бобровское впадает в реку Сухону в 128 км от её устья по правому берегу. Длина реки составляет 63 км. Вдоль течения реки расположены населённые пункты Нюксенского сельского поселения.

## Притоки (км от устья)
- 19 км — река Клепичиха (пр)
- 40 км — река Сивеж (пр)
- 50 км — река Доровица (Волдуж) (пр)
- 54 км — река Кишуй (пр)

## Достопримечательности
В приустьевой части реки находится урочище «Бобровский солёный источник» — региональный геологический памятник природы. На левом берегу, в 800 м выше устья, — обнажения четвертичных отложений вологодского комплекса — косослоистое залегание пластов пород с чередованием различных видов песков, гальки и глины. В устье — обнажения нижнеустьинских пород верхней перми с остатками древней флоры и фауны в серой глине.
Река не замерзает на протяжении двух километров от устья до питающего реку ключа Черняного, температура воды которого выше температуры воды в реке. В 800 м от устья в реку впадает вытекающий из глубинной скважины ручей, повышающий минерализацию воды Большой Бобровки.

## Данные водного реестра
По данным государственного водного реестра России относится к Двинско-Печорскому бассейновому округу, водохозяйственный участок реки — Северная Двина от начала реки до впадения реки Вычегда, без рек Юг и Сухона (от истока до Кубенского гидроузла), речной подбассейн реки — Сухона. Речной бассейн реки — Северная Двина.
Код объекта в государственном водном реестре — 03020100312103000009340.